# أل رييس
أل رييس (بالإنجليزية: Al Reyes)‏ هو لاعب كرة قاعدة دومينيكاوي، ولد في 10 أبريل 1970 في سان كريستوبال في جمهورية الدومينيكان.

## وصلات خارجية
- أل رييس على موقع دوري كرة القاعدة الرئيسي (الإنجليزية)
- أل رييس على موقعبيزبول رفرنس.كوم (الدوري الرئيسي) (الإنجليزية)
- أل رييس على موقعبيزبول رفرنس.كوم (الدوري الثانوي) (الإنجليزية)
- أل رييس على موقع إي إس بي إن.كوم (أم.أل.بي) (الإنجليزية)
- أل رييس على موقع مشجعي الرسوم البيانية (الإنجليزية)